# Шуриярви
Шуриярви, Южное Большое — пресноводное озеро на территории Амбарнского сельского поселения Лоухского района Республики Карелии.

## Общие сведения
Площадь озера — 5,2 км², площадь водосборного бассейна — 44,3 км². Располагается на высоте 163,2 метров над уровнем моря.
Форма озера лопастная, продолговатая: оно более чем на четыре километра вытянуто с северо-запада на юго-восток. Берега изрезанные, каменисто-песчаные, местами заболоченные.
Из залива в южной оконечности озера вытекает река Шурийоки, впадающая в Валазреку, которая, в свою очередь, впадает в Топозеро.
Ближе к восточному берегу расположены шесть небольших островов без названия.
Населённые пункты и автодороги вблизи водоёма отсутствуют.
Код объекта в государственном водном реестре — 02020000411102000000384.